# دارا سینگ
دارا سینگ (انگلیسی: Dara Singh؛ ۱۹ نوامبر ۱۹۲۸–۱۲ ژوئیه ۲۰۱۲) هنرپیشه، سیاست‌مدار، کارگردان و تهیه‌کننده اهل کشور هند بود.

## قسمتی از فیلمشناسی
- عروس را با خود خواهم برد
- شاید فردایی نباشد
- اعجوبه
- مرد
- وقتی همدیگر را دیدیم
- نام من ژوکر است
- ظلمی
- وظیفه
- شرارت
- کارما
- آدم پرهیزکار
- کشور من دین من است
- حلال و حرام
- شهزاده
- نام تو شکستن غم
- من انتقام خواهم گرفت
- انسان زهردار
- لاو کوش
- دلباخته
- مقصر کیست؟
- بحران دین